# Carolina Hoving
Carolina Gustava Hoving, född 28 augusti 1814, död 7 juli 1895 i Hörneboda, Fröderyds socken, Jönköpings län, var en svensk målare.
Hon var dotter till brukspatronen Gustaf Hoving och Christina Wilhelmina Sandahl och från 1847 gift med handlaren Alfred Wahlström. Hoving var enligt Nils Kristersens anteckningar på Nationalmuseum verksam som konstnär.